# Cyphonetria
Cyphonetria é um gênero de aranhas da família Linyphiidae descrito em 1995 e endêmico da Tailândia.